# Joukahaslampi
Joukahaslampi eller Vanhantalonlampi eller Joukkainen är en sjö i Finland. Den ligger i kommunen Sodankylä i landskapet Lappland, i den norra delen av landet, 800 km norr om huvudstaden Helsingfors. Joukkainen ligger 185,7 meter över havet. Arean är 5,7 hektar och strandlinjen är 1,04 kilometer lång. Sjön  ingår i Kemi älvs huvudavrinningsområde. 